# 坑口站公共運輸交匯處
坑口站公共運輸交匯處（英語：Hang Hau Station Public Transport Interchange）是一位於香港西貢區的公共運輸交匯處，在2002年8月11日啟用。為坑口站提供接駁交通服務，而坑口站公共運輸交匯處為將軍澳唯一一個新界的士可以駛入的公共運輸交匯處。
坑口站公共運輸交匯處的上蓋為連理街和蔚藍灣畔。

## 總站路線資料（巴士）

### 九龍巴士91B線
- 坑口站 → 香港科技大學

2024年2月1日起投入服務，為91M特別班次，中途不停站，只於星期一至五上課日上午繁忙時間提供服務。

### 九龍巴士296M線
- 康盛花園 ↔ 坑口站

1998年8月10日開辦，而為配合前地鐵（現稱港鐵）將軍澳綫通車，2002年8月起，路線延長至坑口站。現時途經將軍澳醫院、厚德邨、將軍澳游泳池、尚德、靈實醫院、將軍澳公共圖書館、茵怡花園、新都城、寶林邨、翠林邨。

### 九龍巴士298線
- 坑口站 ↺ 百勝角

## 總站路線資料（專線小巴）

### 新界區專線小巴11A線
- 坑口村 ↔ 坑口站

### 新界區專線小巴11M線
- 坑口站 ↔ 香港科技大學

### 新界區專線小巴101M線
- 坑口站 ↔ 西貢（惠民路）
- 坑口站 ↔ 西貢蕉坑獅子會自然教育中心（蕉坑特別班次）

### 新界區專線小巴102線
- 坑口站 ↔ 新蒲崗（康強街）

### 新界區專線小巴102S線
- 坑口站 ↔ 新蒲崗（康強街）

### 新界區專線小巴109M線
- 清水灣半島 ↔ 坑口站

## 途經路線資料（巴士）

### 九龍巴士91M線
- 寶林 ↔ 鑽石山站

### 九龍巴士91R線
- 清水灣 →  將軍澳（彩明）

### 九龍巴士91S線
- 清水灣 → 觀塘（創紀之城）

### 九龍巴士98A線
- 坑口（北） ↺ 牛頭角站
- 牛頭角站 → 坑口（北） (特別班次)

所有班次來回程均途經此站。

### 九龍巴士98B線
- 坑口（北） → 觀塘市中心

### 新巴792M線
- 將軍澳站 ↔ 西貢（中秋節特別班次）

### 九龍巴士298E、298F線
298E
- 坑口（北） ↺ 將軍澳工業邨

1999年3月29日開辦，而為配合前地鐵（現稱港鐵）將軍澳綫通車。現時途經煜明苑、坑口站、邵氏影城、日出康城、電視廣播城、百勝角。2021年5月5日起分拆為298E和298F，298E會先前往將軍澳工業邨折返，然後繞經消防及救護學院再前往坑口站，只在每日12:00或之前提供服務；298F先繞經消防及救護學院，再前往將軍澳工業邨，然後返回坑口，只在每日12:00後提供服務。
298F
- 坑口（北） ↺ 將軍澳工業邨 (經百勝角)

## 途經路線資料（專線小巴）

### 新界區專線小巴11線
- 坑口村 ↔ 彩虹邨

### 新界區專線小巴11S線
- 寶林 ↔ 彩虹邨

所有班次來回程均途經此站。

## 鄰近地點及設施
- 東港城
- 連理街
- 南豐廣場
- 安寧花園
- 厚德邨
- 明德邨
- 頌明苑
- 新寶城

## 過去途經路線資料（巴士）
- 九龍巴士98C線
- 九龍巴士98S線
- 新巴792X線

## 車坑分佈
| 車坑分佈（以入口最左邊起計） | 車坑分佈（以入口最左邊起計） | 車坑分佈（以入口最左邊起計）                        |
| 車坑編號                     | 車坑數目                     | 路線                                                |
| ---------------------------- | ---------------------------- | --------------------------------------------------- |
| 1                            | 雙坑                         | 九龍巴士91M、91R、98A、98B、296M、298、298E、298F線 |
| 2                            | 單坑                         | 專線小巴101M線                                      |
| 3                            | 雙坑                         | 專線小巴11、11A、11M、11S、102、113線               |
| 4                            | 雙坑                         | 的士站                                              |

- 有綠字班次為雙向途經。

## 使用狀況
繁忙時間人流頗高，巴士和專線小巴乘客多是坑口居民、前往香港科技大學的教職員和學生，及到將軍澳工業邨上班或到西貢郊遊的市民。